# Philippe Caspar
Pour les articles homonymes, voir Caspar.
Philippe Caspar, né le 13 juin 1953 à Malmedy, est un médecin, philosophe, essayiste, dramaturge et bioéthicien belge.

## Biographie
Philippe Caspar est agrégé de l'enseignement universitaire en philosophie et docteur ès lettres (Louvain, Belgique).
Il est aussi docteur en médecine et spécialisé dans l'accompagnement des personnes mentalement déficientes adultes. 
Il est l'auteur de nombreuses publications scientifiques, littéraires et philosophiques.
Il jouit d'une renommée internationale d'expert en bioéthique

## Œuvres
- L'individualisation des êtres : Aristote, Leibniz et l'immunologie contemporaine, essai, Lethielleux-Le Sycomore, Paris-Namur, 1985[2],[3]
- La saisie du zygote humain par l'esprit, essai, Lethielleux-Le Sycomore, Paris-Namur, 1987
- Penser l'embryon : d'Hippocrate à nos jours, essai, Éditions universitaires, coll. « Penser la vie », Paris, 1991[4]
- Le voyage de Mozart à Prague, théâtre, Chez l'auteur, 1991
- Il combattimento di Clorinda e Pancredi, théâtre, Les Éperonniers, Bruxelles, 1992
- Miserere, poésie, L'Harmattan, Paris, 1994, Coll. « Poètes des cinq continents »
- Le peuple des silencieux. Une histoire du handicap et de la déficience mentale, essai, Fleurus, Paris, 1994, coll. « Psychopédagogie »
- Robert Schumann. Aux confins de la nuit, théâtre, L'Harmattan, Paris, 1994
- L'accompagnement des personnes handicapées mentales, essai, L'Harmattan, Paris, 1994, coll. « Technologie du travail social »
- Peer Gynt ou le hableur, théâtre, L'Harmattan, coll. « Poètes des cinq continents », Paris, 1995
- Beethoven, théâtre, L'Harmattan, coll. « Poètes des cinq continents », Paris, 1996
- L'embryon au IIe siècle, L'Harmattan, Paris, 2003[5],[6]
- Maladies sexuellement transmissibles, sexualité et institutions, L'Harmattan, Paris, 2003